# Château de Détilly
Le château de Détilly est situé sur la commune de Beaumont-en-Véron, dans le département d'Indre-et-Loire, dans le hameau de Détilly. L'ancienne porte d'entrée monumentale du château située à l'intérieur du parc fait l’objet d’une inscription au titre des monuments historiques depuis le 14 septembre 1949. Il contient également une chapelle et des dépendances, en plus de la maison seigneuriale.

## Historique
Le château de Détilly, ou Destilly est construit sur le site d'une villa du Xe siècle alors nommée Destilliacus. Par la suite, la villa devint une châtellenie placée sous autorité royale du fait de sa proximité avec le château de Chinon. 
En 954, les terres appartenaient à Joseph II, archevêque de Tours, qui en fit vraisemblablement un pavillon de chasse. Il la donna plus tard à Gombaud, premier seigneur connu de Destilly. Après lui elle passa aux mains de Brizay vers 1200, puis aux mains de la famille de Valori en 1466. Elle revint enfin à Adam de Hodon en 1555 puis à Beaudouin de Champagne la même année. Réclamé en vertu du droit de retrait lignager en 1560 par Philippe de Valori, celui-ci récupéra le domaine qui resta la propriété de ses descendants jusqu'au milieu du XVIIIe siècle.
En 1562, Gabriel Ier de Montgommery prit d'assaut la forteresse, la pilla et l'incendia, massacrant par la même occasion la garnison et les habitants réfugiés. Plus de 400 personnes périrent, dont deux enfants du seigneur du château de Chinon. À la suite de ces évènements, le château fut reconstruit sur les ruines pour adopter sa forme actuelle.
Il est à noter la porte d'entrée monumentale en pierre encadrant l'allée principale. À son entablement, flanqué de deux ailerons et couronné par un fronton triangulaire, apparaissaient deux blasons qui ont été martelés durant la Révolution et qui étaient sans doute frappés aux armes des Valori. C'est cette arche qui a été classée comme monument historique.

### La chapelle
Autrefois dédiée à saint Marc et à Notre-Dame de Pitié, la chapelle est une construction rectangulaire datant du XIIIe siècle. Elle succéda probablement à un oratoire mis en place par Robert de Pocé et consacré en 1135 par Hugues d’Étampes, l’archevêque de Tours. 
Temporairement convertie en cellier et grenier avant de revenir à son état initial, cette chapelle est composée d'une simple nef avec une couverture en charpente, refaite au XVIe siècle. On y pénètre par une porte en arc brisé ouverte dans la façade, et elle est éclairée par des fenêtres de même dessin.

## Aujourd'hui
À partir de 1991, le château a appartenu à Alfred Sirven, connu pour son implication dans de nombreuses affaires de corruption et de détournement d'argent, comme l'affaire Elf. A la fin des années 1990, le mobilier du château a été entièrement saisi par la justice, puis le château lui-même a été vendu aux enchères en 2001 à un couple anglo-américain basé en Californie.
Depuis 2020, la demeure appartient à un couple franco-australien, qui propose des chambres d'hôtes.